# Гебхард IV (Регенсбург)
Гебхард IV фон Регенсбург (на немски: Gebhard IV Bischof von Regensburg; Gebhard IV von Gosham; von Gotzenheim; von Hohenlohe-Gotzesheim) е 18-и епископ на Регенсбург (1089 – 1105).

## Живот
Роден е ок. 1055/1060. Син е на господар Готфрид I фон Госхам († ок. 31 март 1084) и внук на Улрих фон Госхам († ок. юли 1083, Рим) от фамилията на господарите на Госхам и графовете на Раабс в Маркграфство Остаричи (Маркграфство Австрия), тогава управлявано от Бабенбергите. Брат е на бургграфовете на Нюрнберг Готфрид II фон Раабс († ок. 1137/1147), Конрад I фон Раабс († ок. 1143) и Улрих фон Госхам, господар на Пернег-Дегендорф († сл. 1138).
По времето на борбата за инвеститура Гебхард, като син на екскомунициран съветник, е поставен след Ото фон Риденбург († 6 юни 1089), като епископ от император Хайнрих IV. Той не е помазван за епископ и не е одобрен от архиепископ или папата.
Гебхард IV фон Регенсбург е убит на 14 юли 1105 г. в Пьохларн в Долна Австрия.